# Ricky Sbragia
Richard Sbragia (Lennoxtown, 26 maggio 1956) è un allenatore di calcio ed ex calciatore scozzese, di ruolo difensore.

## Carriera

### Giocatore
Di origini italiane, Sbragia cresce nelle giovanili del Birmingham City, con cui esordisce da professionista nel 1974. Nel 1975 viene ceduto in prestito agli scozzesi del Greenock Morton, con cui colleziona appena 4 presenze.
Rientrato al Birmingham, nel 1978 viene ceduto al Walsall. Nel 1979-80 la squadra si piazza al secondo posto in Fourth Division e ottiene così la promozione. Nell'estate del 1980 passa al Blackpool, in Second Division, con la cui maglia colleziona 26 presenze, coronate da un gol.
Nell'agosto del 1982 si trasferisce allo York City, cui rimarrà fino alla conclusione della carriera, avvenuta nel 1987, salvo una breve parentesi in prestito al Darlington.

### Allenatore
Dopo il ritiro, viene ingaggiato come allenatore della sezione giovanile dello York City, conducendola fino ai quarti di finale della FA Cup di categoria, nel 1993, risultato mai raggiunto nella storia del club. Nel 1994 viene assunto come allenatore della squadra primavera del Sunderland, di cui diviene in seguito allenatore della squadra riserve. Nel novembre 2002 gli viene affidata la guida della squadra riserve del Manchester United, in cui lancia talenti come Kieran Richardson e Darren Fletcher.
Nell'ottobre del 2005 diviene coach della prima squadra del Bolton.
Nel novembre del 2007 torna a far parte dello staff tecnico del Sunderland, di cui diviene allenatore in seguito alle dimissioni di Roy Keane. L'incarico, inizialmente pro tempore, diviene definitivo con la firma di un contratto della durata di 18 mesi. Tuttavia, il 24 maggio 2009 annuncia le sue dimissioni da tecnico dei Black Cats.
Nell'estate del 2011 viene ingaggiato come selezionatore della Nazionale scozzese Under-17.

## Palmarès

### Giocatore

#### Competizioni nazionali
- Campionato inglese di quarta divisione: 1

York City: 1983-1984